# アルベルト・ヴァキーナ
アルベルト・ヴァキーナ（ポルトガル語: Alberto Vaquina、1961年7月4日 - ）は、モザンビークの政治家。第5代同国首相。
1961年7月4日に生まれた。2010年から2012年までテテ州の知事を務め、2012年10月8日、内閣改造により解任された前首相の後任として大統領により首相に任命された。